# Code Bambini
Le code bambini était un code utilisé par les pilotes de l'armée suisse. Il reprenait des éléments de chacune des langues nationales (allemand, français, romanche et italien), avec une nette consonance latine, afin d'être compréhensible quelle que soit l'origine régionale du pilote. Le code s'apparentait au code de l'OTAN, le « Brevity Code ».
Parfois appelé « 5e langue nationale », le « bambini » avait également pour but de cacher le sens des conversations, bien que ce principe soit tombé en désuétude avec les avancées technologiques des systèmes de communication (chiffrement).
Vers le milieu des années 1990, le bambini fut remplacé par l'anglais.

## Exemples
- Partenza : départ
- Vista diaboli : ennemis en vue
- Stabil : stable
- Nobis capito : pas compris
- Mekka : à l'est
- Inferno : la pluie
- Carello : véhicule